# Blason de Toulon
Le blason de Toulon se blasonne ainsi : « D'azur à la croix d'or ». La croix représente  les croisades menées en Terre sainte et la croix du Christ.

## Origines
La première représentation du blasonnement actuel aux couleurs de la ville remonte à 1494, et bien qu'une version en noir et blanc ait été datée de 1406, il ne sera enregistré officiellement qu'en 1697 à la faveur d'un édit royal (Armorial général) prononcé par le roi Louis XIV.
Suivant les tumultes de l'Histoire de France, le blasonnement changera à de nombreuses reprises sous les deux empires, pendant la période de la restauration et ce n'est qu'avec la Troisième République que la ville reprendra son blason d'azur à la croix d'or. C'est également à ce moment de l'Histoire que les ornements actuels vont commencer à apparaître. 
De part et d'autre, une branche de chêne à dextre (droite) et une branche de laurier à senestre (gauche), croisées et auxquelles se lient une banderole couleur azur sur laquelle est inscrite la devise de la ville :
Concordia parva crescunt, ce qui signifie littéralement : Dans la concorde se font les grandes choses, ou bien selon la banque du blason, Par la concorde les petites choses deviennent grandes. 
Sous le blason est placée la croix de guerre 1939-1945 décernée à la ville pour ses actes de résistances et les bombardements qu'elle a subis.

Blason de Toulon sous le royaume de France.
Blason de Toulon sous le Premier Empire.
Blason actuel de Toulon.